# دير التبين (الحديدة)
دير التبين هي إحدى قرى مديرية السخنة، التابعة لمحافظة الحديدة اليمنية، بلغ تعداد سكانها 1430 نسمة حسب الإحصاء الذي أجري عام 2004.